# دوویل
دوویل (به فرانسوی: Deauville) یک کمون در فرانسه است که در کانتون تریول سو مر واقع شده‌است.

## خصوصیات
دوویل ۳٫۵۷ کیلومترمربع مساحت و ۳٬۹۶۸ نفر جمعیت دارد و ۵ متر بالاتر از سطح دریا واقع شده‌است.